# Flickbok

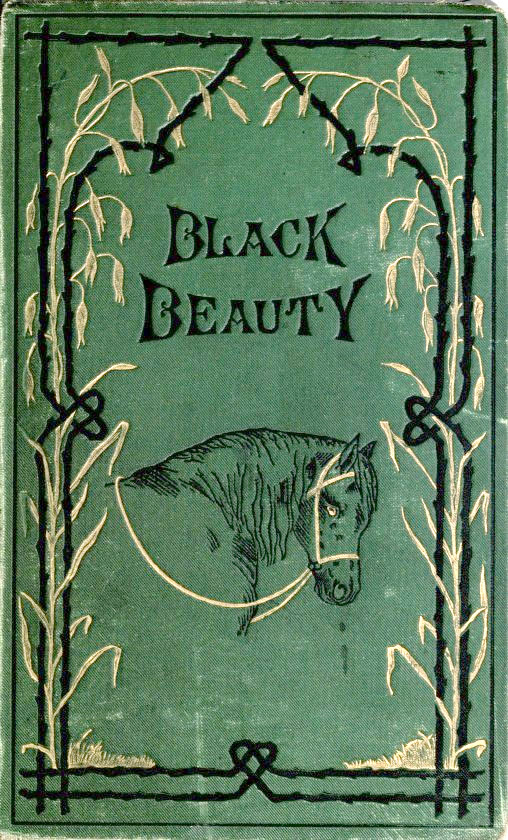
Omslaget till Black Beauty. Hästböcker är en genre som ofta räknades till flickböckerna.

Flickbok är en genrebeskrivning av en bok som främst handlar om flickor, som motsats till pojkböcker, och är en del av den vidare genren ungdomslitteratur. Benämningen flickbok användes på böckerna, i recensioner och i annonser om böcker som av sin samtid uppfattades som riktade till flickor. På 1960-talet debatterades uppdelningen för flickor och pojkar och de allra flesta bokförlag tog bort flickboksmärkningen till förmån för det allmännare ungdomsbok. Numera talar man dock oftast enbart om ungdomsböcker.

## Karaktärsdrag
Flickboken, precis som pojkboken, är samtidigt en ungdomsbok på så sätt att den riktar sig till läsare i åldrarna runt 12–17 år. En genrebeskrivning, av vilken genre det än gäller, kan göras på två sätt. Ett sätt är att låta en boks egenskaper, stil och ämnen vara det avgörande. Detta sätt skulle i ett forskarsammanhang ge ett resultat som bekräftar det forskaren redan visste. Detta sätt använder genreindelning för att klassificera böcker och en bok kan med detta synsätt inte tillhöra två genrer samtidigt. Ett annat sätt är att se genre som ett kommunikativt begrepp. Genrer "har inga fasta gränser, inga kriterier som alltid måste vara uppfyllda, utan konstitueras av ett slags 'familjelikhet'." Theander skriver vidare att detta innebär att en text samtidigt kan vara både deckare och kärleksroman. Detta ger samtidens uppfattning av boken stor vikt och är grunden för Theanders undersökning.
Hästböcker är en genre som ofta räknades till flickböckerna.

## Utveckling
Redan bland den tidiga litteraturen som skrevs för yngre läsare fanns en viss uppdelning av böcker för flickor och för pojkar. Bland de första barnböckerna fanns rådgivningsskrifter för hur flickor och pojkar borde uppföra sig, men även mer underhållande litteratur kunde produceras för antingen pojkar eller flickor. För mer om detta: Göte Klingberg (1991) Till gagn och nöje - svensk barnbok 400 år utgiven på Rabén & Sjögren. Theander skriver att i samband med utvecklingen av romanlitteraturen under 1800-talet ökade även bokmarknaden för barn och ungdom. Skillnader ökade också mellan litteratur riktad åt pojkar och flickor. Ett exempel är Louisa M. Alcotts Unga kvinnor från 1868 utgiven på svenska 1871. Anne på Grönkulla från 1908, utgiven på svenska 1909, tillsammans med Unga kvinnor fick stort internationellt genomslag och räknas som ett slags klassisk flickbok. Några tyska titlar som fick stor spridning var Clementine Helms En ung flickas sorger och fröjder från 1863, utgiven på svenska 1873, och Johanna Spyris Heidi, eller den lilla schweizerflickan från 1880, utgiven på svenska 1882.
Theander skriver att skrivandet av romaner för unga flickor kom i gång under 1890-talet och att genren växte under följande halvsekel. Theander rekommenderar Kristin Hallbergs kapitel "Att vara sig själv. Det kvinnliga språket hos några flickbokspionjärer" i Om flickor för flickor red. Toijer-Nilsson & Westin utgiven av Rabén & Sjögren 1994. Men Theander nämner också att det redan på 1870-talet skapats särskilda förlagsserier för flickor och ger exemplet Adolf Bonniers 'Bibliotek för unga flickor' från 1873 och nämner Göte Klingberg (1998) Den tidiga barnboken i Sverige. Litterära strömningar. Marknad. Bildproduktion. som nämner detta på sidan 157.
1902 finns en källa som använder begreppen flickböcker och pojkböcker. Det är i två samlingsrecensioner av Gurli Linder i Dagens nyheter, men uppdelningen har funnits längre. Se not för litteratur som diskuterar detta.

### Flickboken 1945-1965 i Sverige
Theander ger en översiktlig beskrivning av vad som utmärker flickböcker 1945–1965. Böckerna är mellan 65 och 315 sidor långa med ett genomsnitt på 153 sidor. Detta gäller hennes undersökning av alla flickböcker som kom ut i Sverige 1945–1965 och räknas till 1022 stycken. Omslagsbilden domineras i 74 % av böckerna av en eller flera flickor. 62 % av titlarna har ett flicknamn eller talar på annat sätt om att det handlar om en flicka, med ett exempel på titel som Kan syster komma? Vidare är huvudpersonen i 96 % av böckerna en eller flera flickor. 3 % handlar om en blandad grupp och 1 % har en pojke som huvudkaraktär. Åldern på huvudkaraktären kan variera mellan nyfödd till medelålders men snittåldern är 16 år. Oftast är böckerna författade av kvinnor, 85 % av böckerna under denna period är så. 15 % är skrivna av män, ofta under kvinnlig pseudonym. Lite mer än hälften av böckerna är svenska original (53 %) medan övriga kommer från USA (17 %), Danmark (10 %), England (10 % och Norge (5 %). Under denna period stod 42 förlag för utgivningen av dessa böcker men de som producerade flest böcker var B.Wahlströms, Bonniers, Rabén & Sjögren, och Lindqvists.
För perioden 1945–1965 har Theander använt fyra sätt för att fånga in samtidens uppfattning av de titlar av barn- och ungdomslitteratur som räknades som flickböcker. Det ena sättet är att se på boken i fråga då många bokförlag angav på boken vilka som förväntades läsa boken. Exempel på detta är: 'B.Wahlströms flickböcker' på framsidan, 'Berättelse för flickor' på titelbladet, 'Den här boken kommer alla flickor att tycka om' i baksidestexten. Vissa förlag markerade med ett 'f' på baksidan att det var en bok som riktade sig mot flickor. För att undvika inkonsekvenser använde Theander ett andra sätt. Boklistor från förlagen som de hade på baksidan eller bland de sista bladen i boken. Dessa listor sorterade ofta böckerna under rubriker som pekade på pojk- och flickbok. Ett tredje sätt är att läsa recensioner och annonser för att se vad böcker som inte fått en märkning som endera men i recension eller annons beskrivs som exempelvis läsning för flickor. Ett fjärde sätt att fånga in samtidens uppfattning är att vända sig till rådgivningslitteratur där handboken Barn och böcker nämns som exempel.
Innehållet i flickböcker åren 1945–1965 spänner om ekonomiska och sociala problem, sociala och personliga problem, kärlek och relationer, sexualitet, yrkesdrömmar och yrkesskildringar, vardag, projekt, äventyr, deckargåtor, personlig utveckling, kultur och komik.

### 1960-talet, samhällets förändring och flickboken i Sverige
Under 1960-talet skedde en förändring i samhället. Nu blev det könsseparerade ifrågasatt. Flickskolan avskaffades efter beslut 1962 och det svenska skolsystemet genomförde samundervisning. Ifrågasättandet spillde över på litteraturen och huruvida det var rimligt att ge olika litteratur till pojkar och flickor. Theander noterar att det som skulle bort var flickskolan och flickboken medan pojkboken och de traditionella manliga utbildningsvägarna inte ifrågasattes på samma sätt. Vidare nämns att för "de mer seriösa förlagen blev det till slut hållbart att fortsätta en könsseparerad bokutgivning." Efter 1965 har författaren endast hittat ett bokförlag med massmarknadsprofil som behöll ordet 'flickbok' eller 'flickroman' på bokomslagen och det är B.Wahlströms. Bonniers fortsatte några år efter 1965 med ett litet 'f' längst ner på bokens baksida. Så sent som 1983–1984 finns märkningen flickbok på B.Wahlströms böcker ("B. Wahlströms flickböcker"). Indelningen i ungdomsböcker med gröna ryggar och sådana med röda fanns kvar.

## Kulturell påverkan
Astrid Lindgren berättade om sin bokslukarålder och nämnde bland annat flickböckerna. 
| ”                  | Och så alla de underbara flickböckerna. Tänk att det fanns så många roliga och trevliga flickor i världen som plötsligt stod en lika nära som några varelser av kött och blod! Där var Hetty, det irländska yrvädret, och Polly, en krona bland flickor från New England, Pollyanna och Katy, för att inte tala om Sarah, hon med diamantgruvorna som blev så underbart fattig och satt och frös i sin vindskupa ända tills Ram Dass kom klättrande över taket med soppa och varma filtar. Och så naturligtvis Anne på Grönkulla, å, du min oförglömliga, för evigt åker du i trillan bredvid Matthew Cuthbert under Avonleas blommande äppelträd! Hur jag levde med den flickan! En hel sommar lekte jag och mina systrar Anne på Grönkulla i stora sågspånshögen uppe vid sågen, jag var Diana Barry och dyngpölen bakom lagårn var Mörka speglande vågen. | „ |
| – Astrid Lindgren, | |   |

## Klassiska flickböcker
- Louisa May Alcott: Unga kvinnor

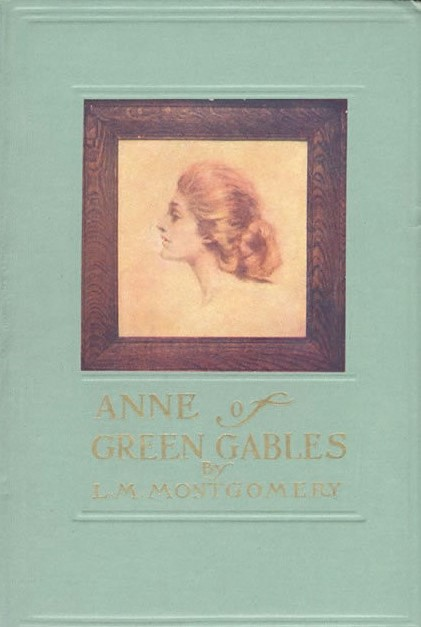
Anne på Grönkulla av Lucy Maud Montgomery är en klassisk flickbok.

- Frances Hodgson Burnett: En liten prinsessa
- Lucy Maud Montgomery: Anne på Grönkulla
- Martha Sandwall-Bergström: Kulla-Gulla
- Ester Ringnér-Lundgren/Merri Vik: Lotta